# Candy from a Stranger
Candy from a Stranger is een muziekalbum van de Amerikaanse rockband Soul Asylum, uitgebracht na een stilte van drie jaar als opvolger van Let Your Dim Light Shine. Het is het laatste album van de band voor het platenlabel Columbia Records.

## Nummers
1. Creatures of Habit – 3:23
2. I Will Still Be Laughing – 3:46
3. Close – 4:33
4. See You Later – 4:46
5. No Time for Waiting – 3:16
6. Blood into Wine – 4:03
7. Lies of Hate – 4:39
8. Draggin' the Lake – 3:38
9. New York Blackout – 4:05
10. The Game – 4:27
11. Cradle Chain – 4:45